# Puerto Ayora
Puerto Ayora är en ort som ligger på Galápagosön Santa Cruz som tillhör Galápagos-provinsen i Ecuador. Den är med cirka 12 000 invånare Galápagosöarnas största stad, men den administrativa huvudorten är Puerto Baquerizo Moreno. 